# Боровков, Алексей Андреевич
Алексе́й Андре́евич Боровко́в (1 [14] октября 1903 — 1945) — советский авиаконструктор.

## Биография
Родился 1 (14) октября 1903 года.
В 1930 году окончил авиационный факультет Ленинградского института инженеров путей сообщения. После окончания был инженером-конструктором и начальником СКБ на авиационных заводах. Совместно с Л. П. Коротковым в 1934—1935 годах разработал проект убирающегося шасси для истребителя И-16, которое было принято к серийному производству. В соавторстве с И. Ф. Флоровым спроектировал учебно-тренировочные самолёты УТИ-1, УТИ-2, УТИ-3, УТИ-4, истребитель-биплан И-207. Участвовал в разработке первого советского реактивного истребителя Д.
С 1938 года — главный конструктор ОКБ-207 в Долгопрудном.
Погиб в авиационной катастрофе в начале 1945 года.

## Награды
- Орден Красной Звезды.